# 소용돌이도

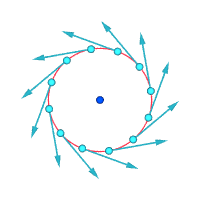

연속체역학에서 소용돌이도 또는 와도(vorticity)는 특정 지점에 위치하여 흐름을 따라 움직이는 관찰자에게 보이는 그 지점에서 연속체의 국지적 회전운동(무언가가 회전하고자 하는 경향의 척도)을 기술하는 유사벡터 장의 하나다.
소용돌이도는 유속의 회전으로 정의된다.
{\displaystyle {\vec {\omega }}\equiv {\vec {\nabla }}\times {\vec {u}}}
소용돌이도는 언제나 유동면에 수직한 2차원 유동이며 스칼라장으로 여길 수 있다.
소용돌이도라는 말은 1916년 호레이스 램이 고안했다.

## 같이 보기
- 소용돌이
- 보텍스 튜브